# 明智秀満

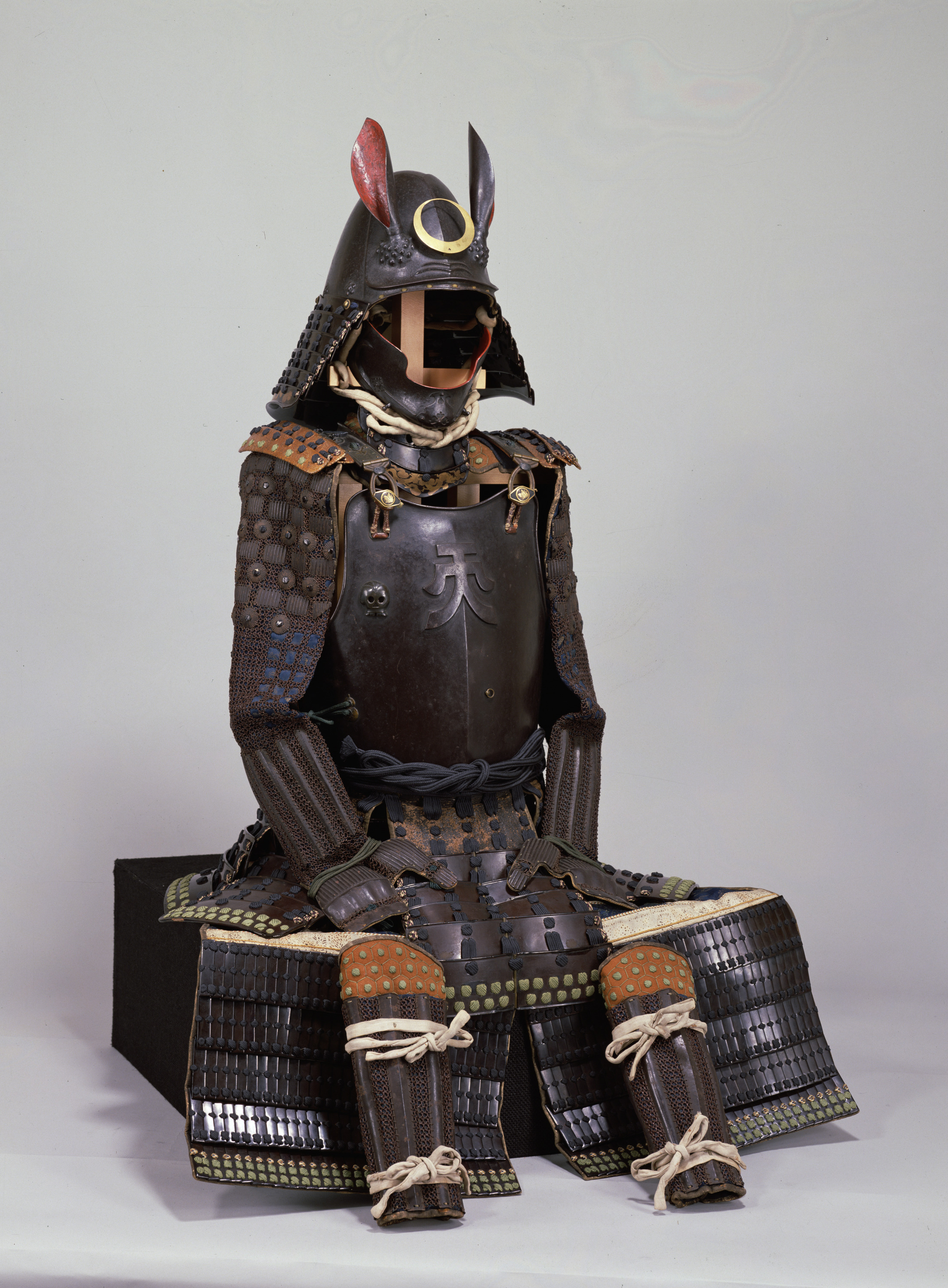
南蛮胴具足（伝明智光春所用）、安土桃山時代 - 江戸時代・16 - 17世紀（東京国立博物館蔵）

明智 秀満（あけち ひでみつ）は、戦国時代から安土桃山時代にかけての武将。織田家家臣の明智光秀の重臣。福知山城城代。女婿または異説に従弟（明智光安の子）ともいうが、真偽の程は定かではない。

## 生涯

### 名前
同時代史料に出る実名（諱）が秀満で、当初は三宅弥平次と称し、後には明智弥平次とも名乗っている。俗伝として光春の名でも知られ、明智光春や満春の名でも登場する。左馬助（左馬之助）の通称も有名。俗伝では幼名は岩千代、改名して光俊とも言い、光遠と名乗った時期があるとする説もあるが、その他にも複数の別名が流布している。

### 出自

#### 三宅氏説
秀満は当初、三宅氏（三宅弥平次）を名乗っていた。三宅氏は明智光秀の家臣として複数の名前が確認できる。また俗伝では、明智光秀の叔父とされる明智光廉が三宅長閑斎と名乗ったとも言われる。一説には父の名を三宅出雲、あるいは美濃の塗師の子、児島高徳の子孫と称した備前児島郡常山の国人・三宅徳置の子という説もある。

#### 明智氏説
『明智軍記』などによると、秀満（同史料では「光春」）は明智氏の出身とされる。明智光秀の叔父である明智光安の子（「明智氏一族宮城家相伝系図書」によると次男）であり、光秀とは従兄弟の関係にあったとされている。別号として三宅氏を名乗った時期もあるとされている。ただ西教寺所蔵明智系図によれば、実際に明智光春と言う人物は存在せず、系図纂要か明智軍記名であり、明智光春の正式名は明智光俊であるとも聞かれる。

#### 遠山氏説
明治期に阿部直輔によって謄写校正された『恵那叢書』によると、明智光春（秀満）の父・光安が美濃国明知城主である遠山景行と同一人物とされており、それを参考にして遠山景行の子である遠山景玄が明智光春と同一人物、そして明智光春が秀満ではないかとの説が出されている。遠山景玄は元亀元年（1570年）の上村合戦で戦死しているが、この説によると史料の不整合もあり誤伝であるという。
また遠山景行の妻が三河国広瀬城主三宅高貞の娘であるため、遠山景玄の母に相当する三宅氏の跡を継いだという補説もある。

#### 土田生駒氏説
生駒吉乃の最初の夫で長良川の戦いの支戦明智城籠城戦で討ち死にした土田弥平次がひそかに生き延び三宅弥平次となったとする説。生駒家の家譜は久菴（吉乃）の項に「初何某弥平次ニ嫁ス」と記し、土田という苗字は登場しないが、この人物は後に明智光秀の娘婿となった三宅弥平次（明智秀満）で、同家譜が憚ってその姓を伏せたのかもしれないという推測を、生駒家の子孫は述べている。

#### その他
『細川家記』には塗師の子であると書かれており、『武功雑記』では白銀師の子であったと伝えているが、いずれも信用できない。

### 前半生
秀満の前半生は『明智軍記』を始めとする俗書でのみ伝わっているが、それは秀満の出自を明智氏と断じていることに留意する必要がある。
明智氏説では、明智嫡流だった明智光秀の後見として、長山城にいた父・光安に従っていたが、弘治2年（1556年）に斎藤道三と斎藤義龍の争いに敗北した道三方に加担したため、義龍方に攻められ落城。その際に父は自害したが、秀満は光秀らとともに城を脱出し浪人となったとする。

### 後半生
天正6年（1578年）以降に光秀の娘を妻に迎えている(『陰徳太平記』)。彼女は荒木村重の嫡男・村次に嫁いでいたが、村重が織田信長に謀反を起こしたため離縁されていた。その後、秀満は明智姓を名乗るが、それを文書的に確認できるのは、天正10年（1582年）4月である。
天正9年（1581年）、丹波福知山を預けられて、津田宗及が当城を訪れた際に、これを饗応している。天正10年まで在城したとされている（『御領主様暦代記』）。

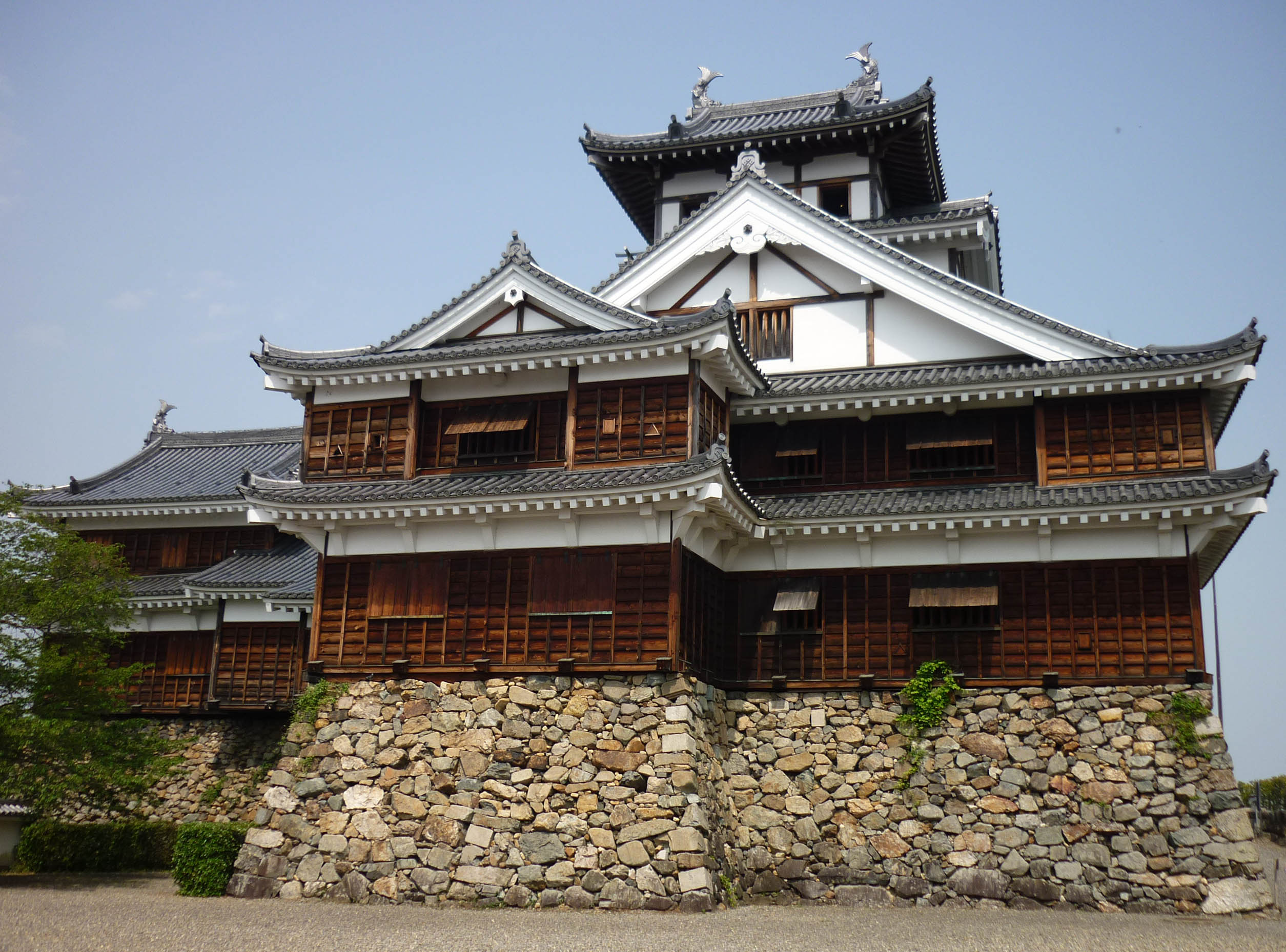
福知山城

天正9年10月6日、丹波天寧寺に出した諸色免許状には明智弥平次秀満という署名をしている。同年12月4日付の光秀の年貢請取状に秀満と読める文字の黒印が捺してある。
天正10年（1582年）6月、光秀が織田信長を討った本能寺の変では先鋒となって京都の本能寺を襲撃した。その後、安土城の守備に就き、13日の夜、羽柴秀吉との山崎の戦いで光秀が敗れたことを知る。そこで14日未明、安土を発して坂本に向かった。大津で秀吉方の堀秀政と遭遇するが、戦闘は回避したらしく坂本城に入った。

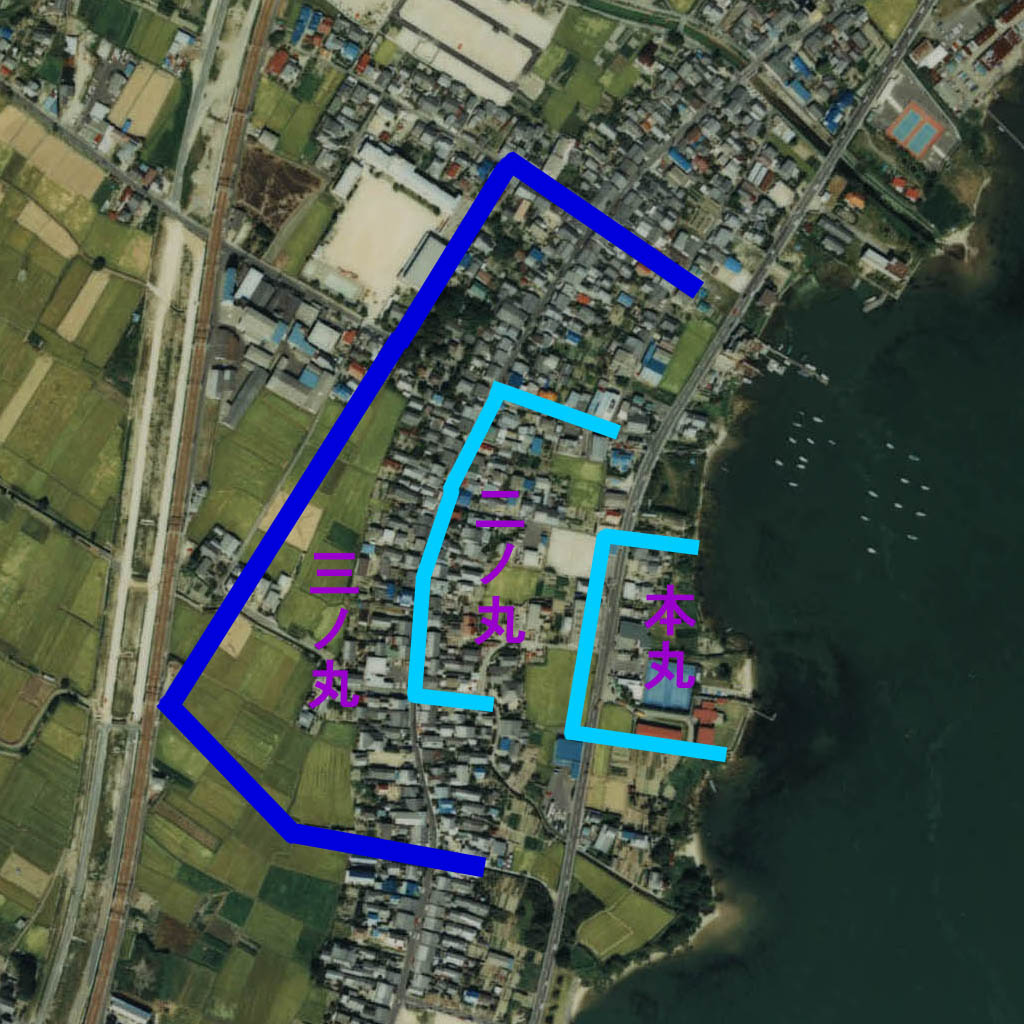
坂本城の推定城郭部分/

14日、堀秀政は坂本城を包囲し、秀満はしばらくは防戦したが、天主に篭り、国行の刀・吉光の脇差・虚堂の墨蹟などの名物が無くなる事を恐れて、これを荷造りし、目録を添えて堀秀政の一族の堀直政のところへ贈った。このとき直政は目録の通り受け取ったと返事したが、光秀が秘蔵していた郷義弘の脇差が目録に見えないが、これはどうしたのかと問うた。すると秀満は、「この脇差は光秀秘蔵のものであるから、死出の山で光秀に渡すため秀満自ら腰に差す」と答えたとされる。
14日の夜、秀満は光秀の妻子を刺し殺し、自分の妻も刺殺した後、腹を切り、煙硝に火を放って自害したとされる（『 川角太閤記』）。その振る舞いは戦国武将の美学を具現化したようなもので、敵方も称賛している（『 惟任退治記』）。秀満の父は秀満が死去した後に間もなく丹波横山で捕らえられ、7月2日、粟田口で磔にされたとあり、『言経卿記』では､この父の年齢を63歳としている。
島原の乱で戦死した肥前国富岡城城代三宅重利は秀満の遺児であったとする説がある。

## 逸話
- 光秀は亀山を出発する前に謀反を起こす決意を告げ、一同が黙っていた中で秀満がまずこれを承諾したために、残る四人も承諾したとされる（『信長記』）[15]。また別の末書によると、光秀は29日に亀山に戻り、はじめ秀満に謀反の相談をしたが諌止にあい、次に利三ら四人に相談したが四人とも反対した。そのため光秀は躊躇したが、翌日6月1日になって、さらに秀満に事の次第を告げたところ、秀満はすでに四人にも語ったからには、もはや躊躇すべきではないとし、謀反を起こさせたとしている[16]。
- 安土城退去の際、秀満軍が天主や本丸に放火したとされてきた（『秀吉事記』『太閤記』）。しかし、フロイスの書状によると安土城は織田信雄が焼いたと述べている｡信雄は蒲生氏郷らと秀満の去った安土にすぐに入ったのであり、『兼見卿記』に安土城の焼失を15日のこととしていることから考えると、安土城を焼いたのは秀満ではなく信雄であろうとしている[10]。
- 琵琶湖の湖上を馬で越えたという「明智左馬助の湖水渡り」伝説が残されている。光秀の敗死を知った秀満は坂本に引き揚げようとしたが、大津で堀秀政の兵に遭遇した。秀満は名馬に騎して湖水渡りをしたということになっている。狩野永徳が墨絵で雲竜を描いた羽織を着用し、鞭を駒にあてて琵琶湖を渡したというものもある。騎馬で湖水を渡ったという逸話の初出は『川角太閤記』であるが[11]、真偽は不明である[5]。実際は、大津の町と湖水の間の道を騎馬で走り抜けたというのが真相らしい[17]。
- 坂本城を敵に囲まれて滅亡が迫る中でも逸話がある。坂本城に一番乗りしようとした武士に入江長兵衛という者がいた。秀満は長兵衛と知己があり「入江殿とお見受けする。この城も我が命も今日限り。末期の一言として貴殿に聞いてもらいたい」と声をかけた。長兵衛は「何事であろう」と尋ねると「今、貴殿を鉄砲で撃つのは容易いが、勇士の志に免じてそれはやめよう。我は若年の時より、戦場に臨むごとに攻めれば一番乗り、退却の時は殿を心とし、武名を揚げることを励みとしてきた。つまるところ、我が身を犠牲にして、子孫の後々の栄を思っての事だった。その結果はどうであろう。天命窮まったのが今日の我である。生涯、数知れぬ危機を潜り抜け、困難に耐えて、結局はかくの如くである」と述べた。そして「入江殿も我が身を見るがよい。貴殿もまた我の如くになるであろう。武士を辞め、安穏とした一生を送られよ」と述べた（『武家事紀』）。秀満は今日の我が身は明日の貴殿の身だと、一番乗りの功名を挙げても武士とは空しいものと言いたかったのである。そして秀満は話を聞いてくれた餞別として黄金300両の入った革袋を投げ与えた。秀満の死後、長兵衛は武士を辞め黄金を元手に商人となって財を成したと伝わる。
- 秀吉方の堀秀政に城を完全に包囲され、もはやこれまでと死を覚悟したとき、秘蔵の名器を大広間に並べて秀政を城内へ迎え入れ目録と共に与えたことが歌川芳虎の浮世絵 「大津坂本城明渡之図」に描かれており、「あたら灰となすに忍びぬ品々、貴公の手を経て世にお戻しいたしたい。お受けとりあれや」、「それがしの思う所、かかる重器は、命あって持つべき人が持つ間こそその人の物なれ、決して私人の物でなく、天下の物、世の宝と信じ申す。人一代に持つ間は短く、名器名宝の命は世にかけて長くあれかしと祈るのでござる。これが火中に滅するは国の損失。武門の者の心なき業と後の世に嘆ぜらるるも口惜しと、かくはお託し申す次第」と言ったと太閤記に記述がある。
- 光秀が津田宗及を招いて茶会を2度ほど催しているが、その際に饗応役を務めており、文化人としての知識もあったようである（『宗及記』）。
- 佩用していたとされる刀が「明智拵」として現在に伝わっており、刀身と外装共に現存している（東京国立博物館蔵[18]）。収められている刀身は無銘であり、外装は簡素な拵ながらこの時代の実用刀剣の様式を伝える数少ない品として貴重な歴史資料とされている[19]。

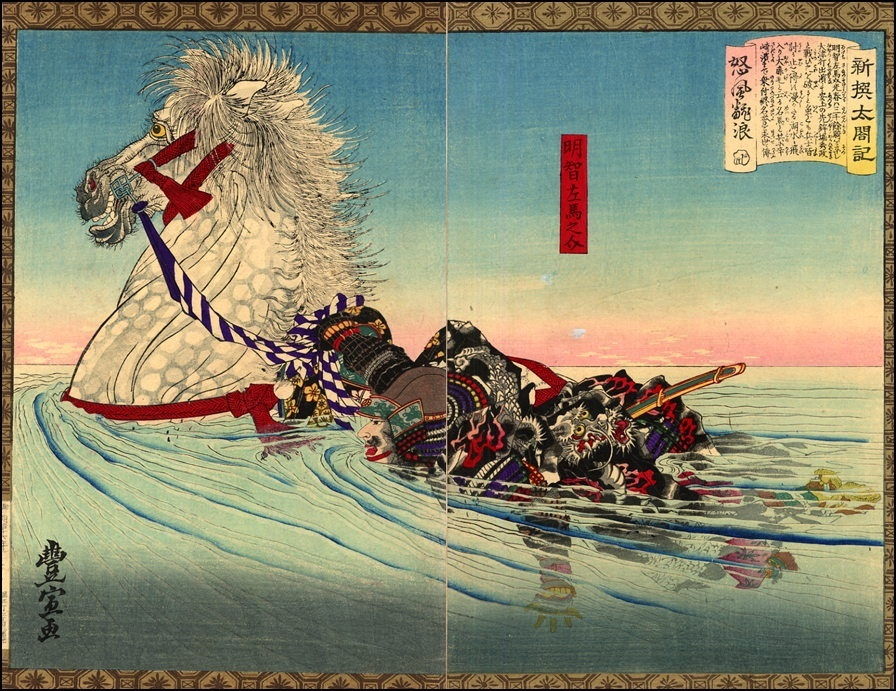
明智左馬助の湖水渡り（歌川豊宣画「新撰太閤記」）
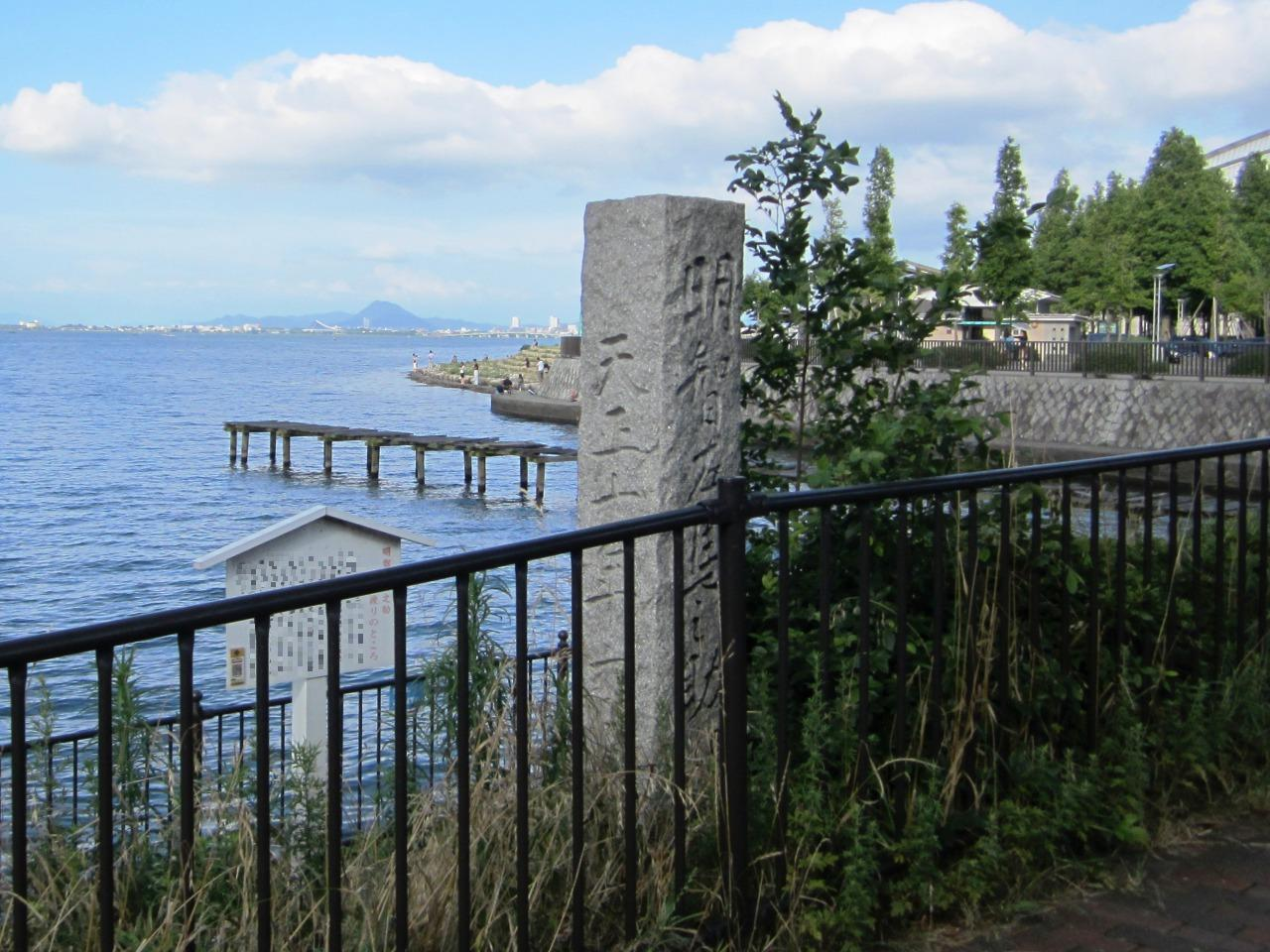
明智左馬助湖水渡りの碑（滋賀県大津市打出浜）
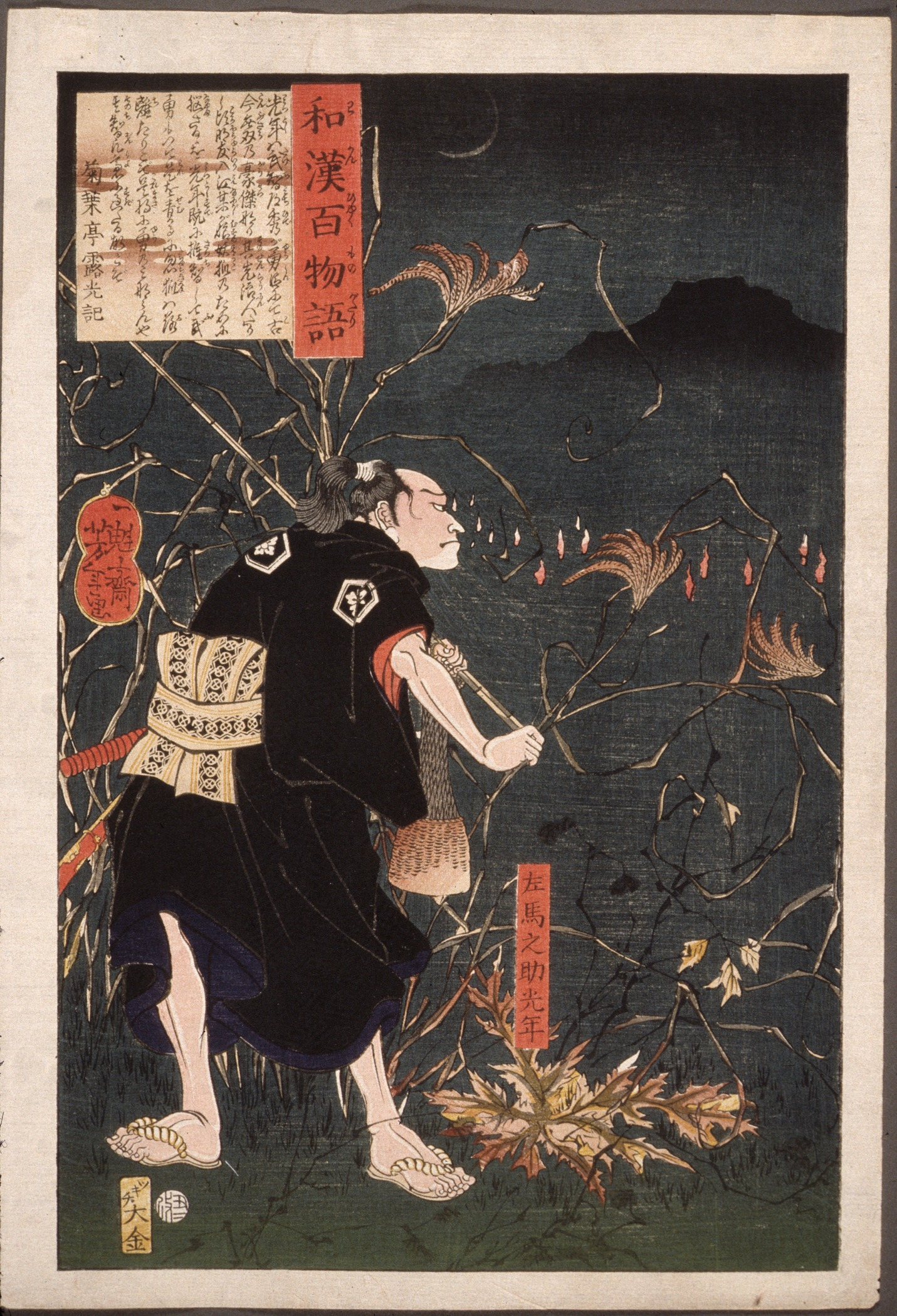
入江長兵衛の子供に憑いた狐を退治する秀満。月岡芳年『和漢百物語』「左馬之助光年」

## 明智秀満を題材とした作品
小説
- 『明智左馬助の恋』（加藤廣、日本経済新聞出版社刊） - 2007年にドラマ化（→敵は本能寺にあり）

ゲーム
- 『鬼武者』シリーズ（カプコン） - 明智左馬介が主人公。

## 明智秀満を演じた人物
- NHK大河ドラマ
  - 片岡秀太郎『太閤記』 1965　
  - 三ツ木清隆『国盗り物語』 1973年
  - 川口啓史『おんな太閤記』1981年
  - 大林丈史『徳川家康』1983年
  - 磯部勉『春日局』1989年
  - 小野了『信長 KING OF ZIPANGU』1992年
  - 青島健介『秀吉』1996年
  - 冨家規政『功名が辻』2006年
  - 鳥羽潤『軍師官兵衛』2014年
  - 間宮祥太朗『麒麟がくる』2020年
- その他
  - 大泉洋『明智光秀〜神に愛されなかった男〜』(2007年、フジテレビ)
  - 鈴木一真『女信長』(2013年、テレビ朝日)
  - 金城武『鬼武者1、鬼武者3』(カプコン、鬼武者シリーズ)